# Piges (Metro de Charleroi)
La estación de Piges es una estación de la red de Metro de Charleroi, operada por las líneas   y .
Se sitúa entre la bifurcación de las "antenas" a Anderlues y Gosselies y la entrada al bucle central.

## Presentación
Debido a lo empinado del terreno, una parte de la estación está en un viaducto y la otra en el suelo. Hasta 2015, predominaba el color amarillo en las paredes.

## Accesos
- Chaussée de Bruxelles